# ダイハツ・ミライース
ミライース（Mira e:S）は、ダイハツ工業が製造・販売する軽自動車である。ミラをベースにした5ドアハッチバック型乗用車（軽セダン）であり、ミラシリーズ（2018年3月から6月までの3か月間を除く）としてダイハツの軽乗用車ラインナップのボトムレンジ（エントリークラス）を担う。ミライースの発売と入れ替わる形で販売終了となったエッセと同様、商用モデル（軽ボンネットバン）は設定されていない。
本項では、ベースとなった2009年に発表されたコンセプトカー『イース』（e:S）についても合わせて記述する。カッコ内は初代ミラ（ミラクオーレ→無印ミラ）からの通算。

## 概要
ミライースは昨今の環境意識や低価格志向の高まりを受け、誰もが気軽に乗れる『第3のエコカー』をコンセプトに開発された。初代は2009年に発表したコンセプトカー『イース』の市販（量販）バージョンである。
開発期間は11ヶ月という異例の短さで製品化にこぎつけた成功体験は、ダイハツ工業の社風を変える契機の一つとなった。
製造は初代・2代目を通じてダイハツ九州大分（中津）工場で行われる。　
　　　　　　　　　　　　　

## 初代（通算8代目）LA300S/310S（2011年 - 2017年）

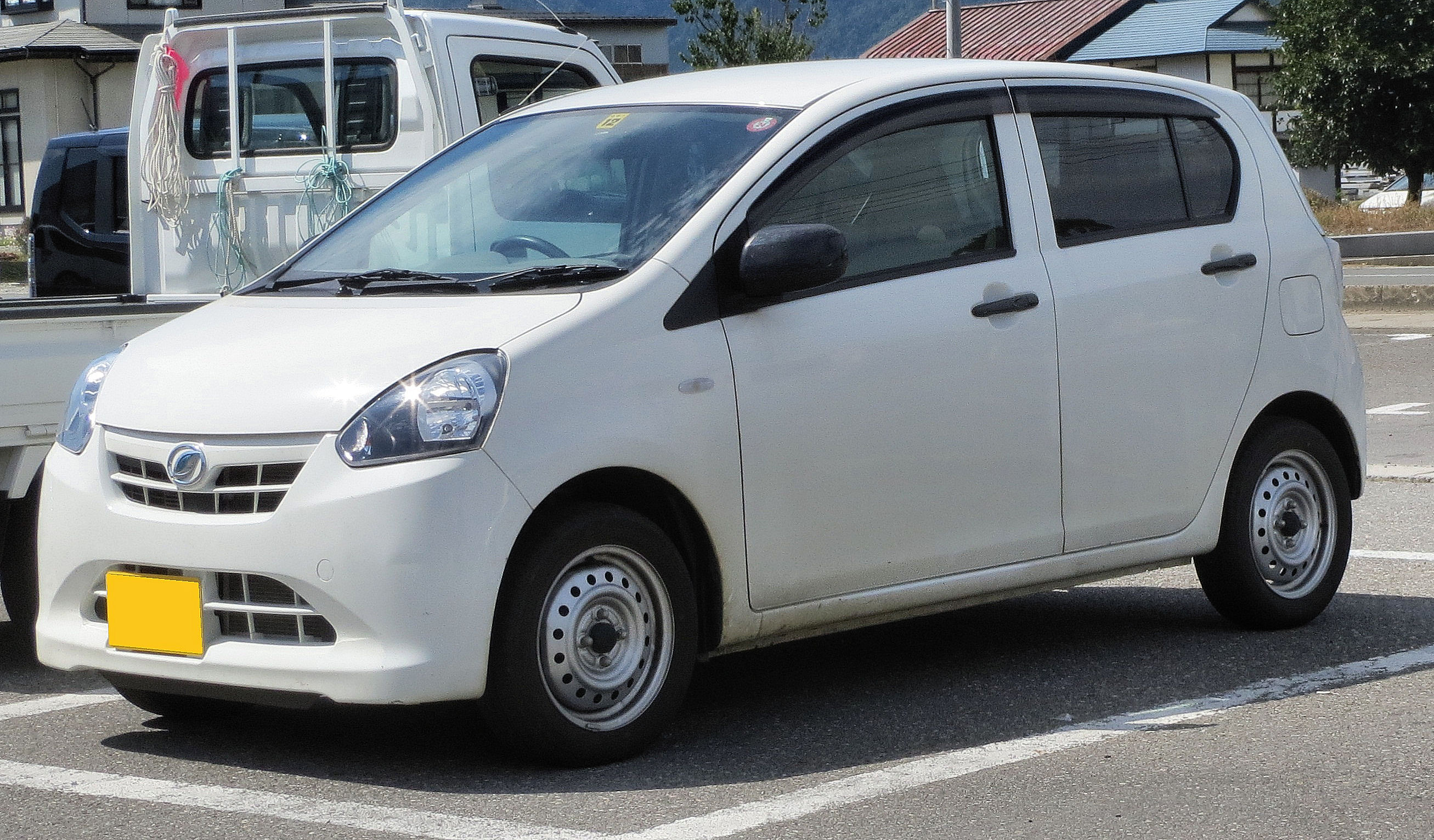
D（前期型） 2011年9月 - 2012年5月
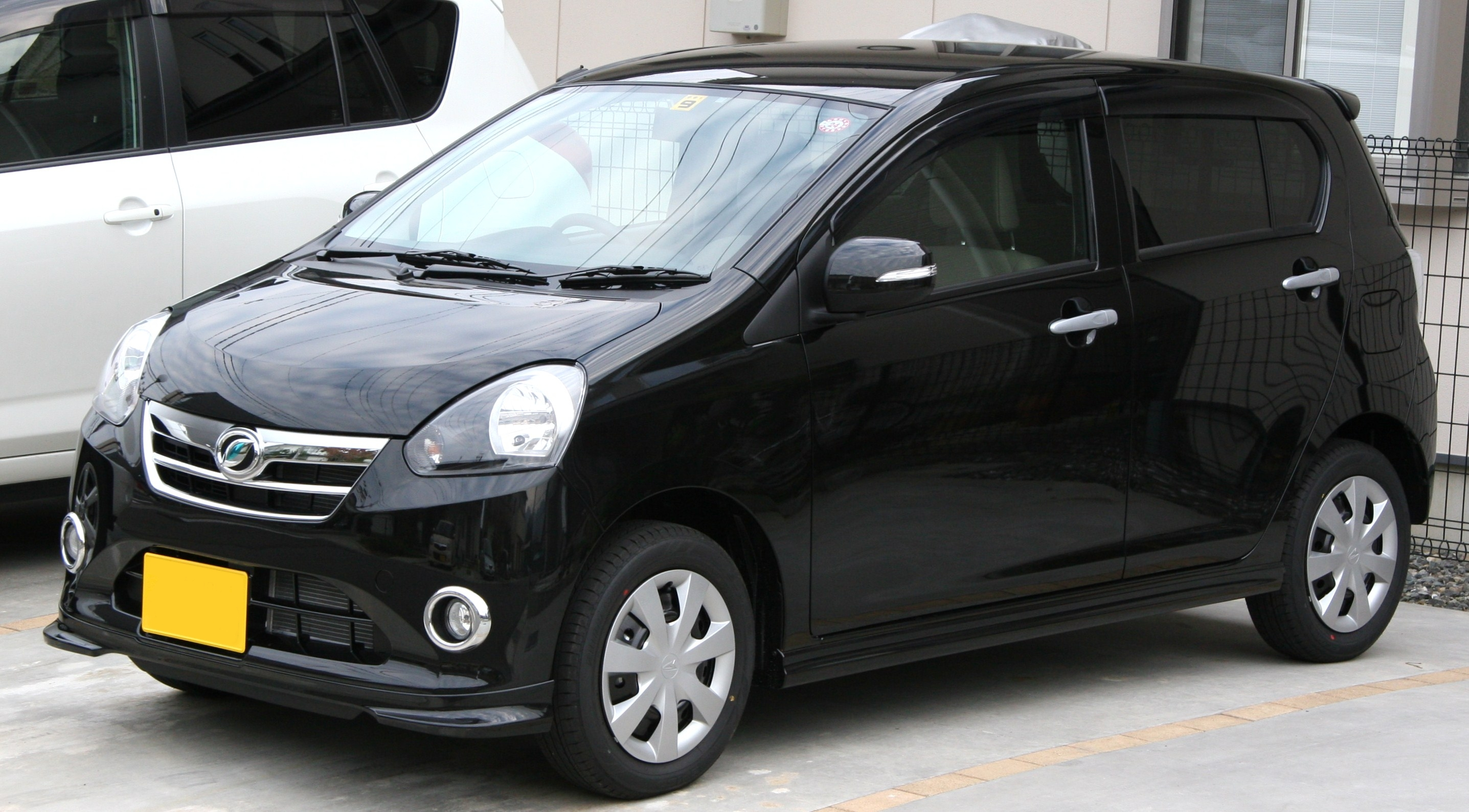
Gf（前期型） 2011年9月 - 2012年5月
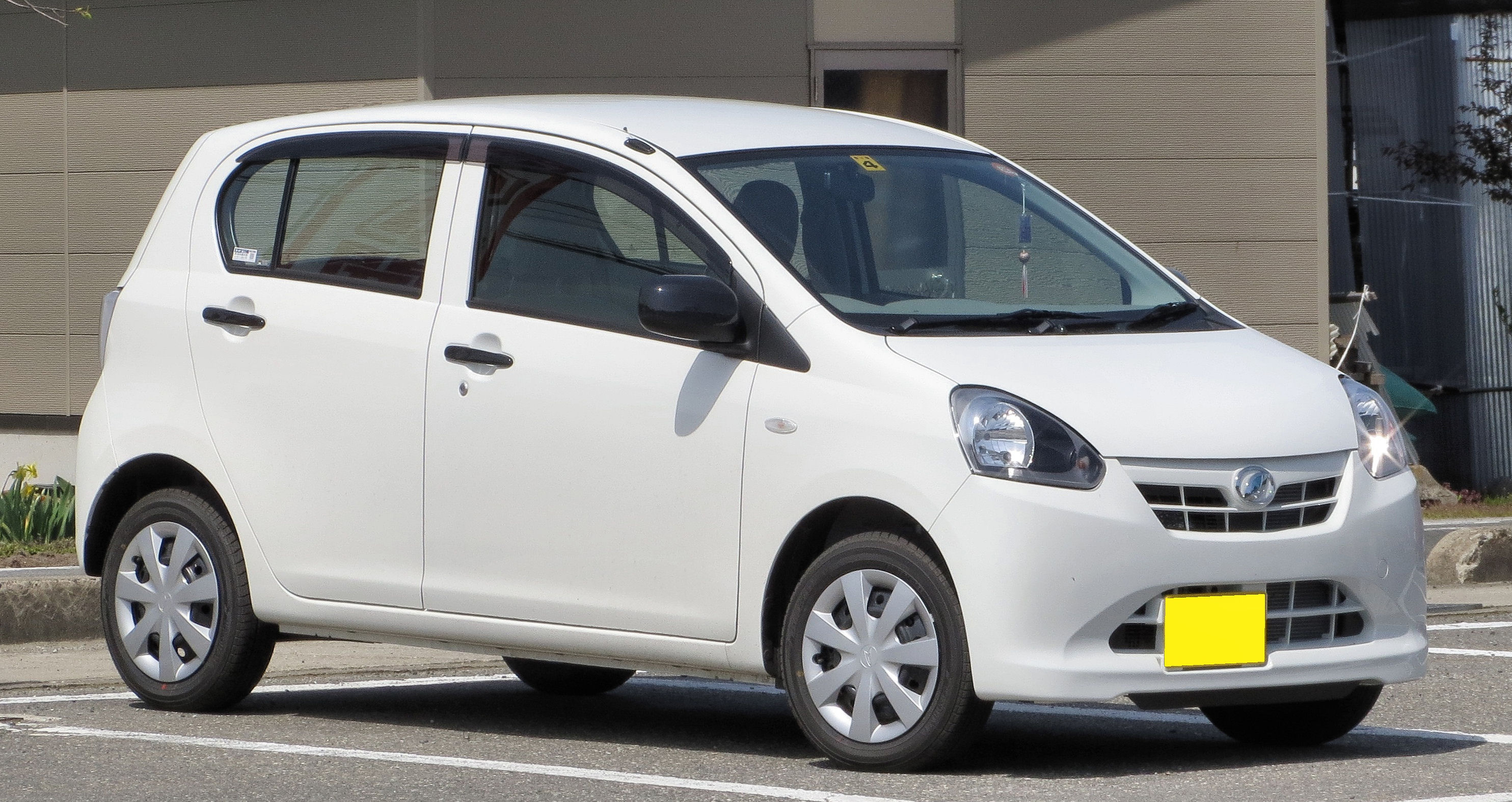
Lf（中期型） 2012年5月 - 2013年8月
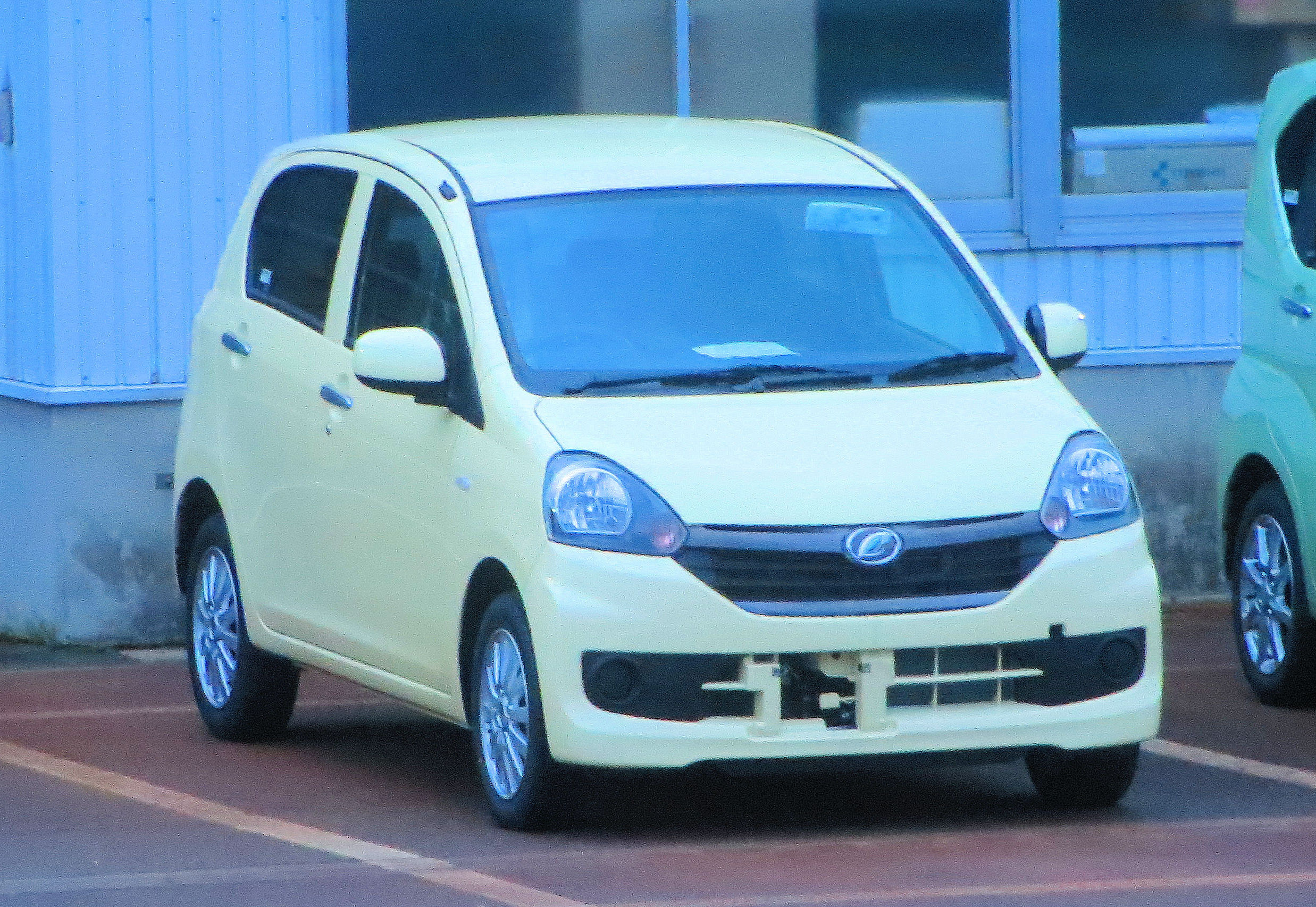
Xf "リミテッドSA" (後期型)

ダイハツが持つ既存の技術を徹底的に見直し、車両構造の見直しによる車両の軽量化・トランスミッションの改良・エンジンの改良などで、従来比で40%燃費性能を改善した『e:Sテクノロジー』を採用した。
エンジンは圧縮比の向上やインジェクター噴霧微粒化等により燃焼効率を高め、「i-EGRシステム」を採用するなど、細部にわたる改善を行うことでメカニカルロスを極限まで低減。さらに、電子スロットルによる協調制御を採用することで、運転状況に応じて最も効率の良い状態を維持する。CVTもオイルポンプの高効率化によって排出量を高め、CVT制御圧も低圧化することで動力伝達効率を向上。これによって変速ギア比を最適化（ハイギア化）することでエンジン負荷も低減された。
ボディは安全性や快適な乗り心地を保ちながら、シェルボディを骨格合理化。さらにインパネなどの樹脂部分の薄肉化やシート骨格の軽量化など内装部品の軽量化やアイドリングストップ用CVTの軽量化も行ったことで、ミラの2WD・CVT車に比べ、約60kgの軽量化を実現。さらに、フロントのコーナー形状の改善や床下流速の減速を行うことで空気抵抗を抑え、前述の軽量化やベアリング、ブレーキの改善を行うことで転がり抵抗も低減された。
さらに、ムーヴやコンテの一部のグレードに搭載されているアイドリングストップ機構「eco IDLE（エコアイドル）」も全車標準装備されているが、ミライースの「eco IDLE」はガソリンエンジンのCVT車では世界初となる停車前アイドリングストップ機能を追加。ブレーキをかけ、速度が7km/h以下になると自動でエンジンを停止してアイドリングストップ時間を増やしたことで燃費を向上。また、専用部品を減らしたことで軽量化・コンパクト化を実現した。
これらの技術により、JC08モード燃費において、2WD車で30km/L、4WD車でも27km/Lの優れた低燃費性能を実現した（いずれも発売当初）。
一方で、機能の垣根を越えた徹底的な低コスト活動を実施。部材配置・形状・材料選定、仕様を見直したことで部品数の削減や約60kgの車体軽量化により原価低減活動を行ったことで、車両本体価格79.5万円（消費税込・「D」）から122.0万円（消費税込・「Gf」）までのリーズナブルな価格設定を実現している。
ミライースは発売以来累計で19万台以上の販売を記録し、ミラシリーズ全体の販売量を伸ばす要因となったことで、2012年（2012年1月 - 12月）はミラ・ココアを含むシリーズ合計の新車販売台数が218,295台を記録、無印ミラを押さえてミラシリーズの筆頭車種に躍り出た。総合ではプリウスシリーズ（トヨタ自動車）には及ばなかったものの、軽自動車部門では首位獲得となった（ただし、年度単位(2012年4月 - 2013年3月)では年度単位開始月から好調だったホンダ・N-BOXが逆転で新車販売台数第1位を獲得している）。
2011年9月20日
販売開始。CMキャラクターにはブルース・ウィリスを起用。グレード体系は当初、2WD車4グレード・4WD車2グレードの計6グレードで、ボディーカラーは後述の「D」を除き8色、トランスミッションはCVTのみである。類似グレード間で2WDと4WDの価格差を抑えるために4WDのみ標準装備となる装備を追加する替わりに2WDでは標準装備となる一部装備を省略している関係で4WDは2WDのグレード名に「f」が付く別グレード扱いとなっている。
「D」はドアアウターハンドル・バックドアハンドル・鏡面可動式（手動式）ドアミラーにブラックを採用、14インチスチールホイール（センターキャップ付）を装備して簡素化を図りながらも、マルチインフォメーションディスプレイ付自発光式デジタルメーター、デュアルSRSエアバッグ、ABS（EBD機能付）、エアコン、パワーウィンドゥなど必要最低限の装備を備えたオーディオレス仕様（フロントスピーカー非装備）の最廉価グレードで、受注生産車である（ボディカラーはホワイトのみ）。
「L」はドアアウターハンドルをシルバーに、バックドアハンドルと鏡面可動式ドアミラーをカラードにそれぞれ変更し、パワードアロック、インテグレートCD・AM/FM付ステレオ&10cmフロントスピーカー+AUX端子、14インチフルホイールキャップを追加装備した普及グレード。
「X」と4WD車の「Xf」はドアミラーを電動格納式に変更（「Xf」はさらにヒーテッド機能を追加）し、スモークドガラス（リアドア・リアクォーター・バックドアウィンドゥ、「X」のみ）、エコドライブアシストディスプレイ、セキュリティアラーム、クリーンエアフィルター、キーレスエントリーを追加装備し、インテリアにメッキパーツを採用した充実グレード。
「G」と4WD車の「Gf」はメッキグリル、ドアミラーターンランプ、革巻ステアリングホイール、運転席シートリフター、チルトステアリング、SRSサイドエアバッグ、VSC、プッシュ式オートエアコン、14インチアルミホイール（「G」のみ）を追加装備して安全性・快適性を高めるとともに、「スマートドライブパック（オート格納式ドアミラー（「Gf」はオート格納式ヒーテッドドアミラー）、リバース連動リアワイパー（「G」のみ、「Gf」は標準装備）、キーフリーシステム、プッシュボタンスタートの組み合わせ）」をオプションで追加できる最上級グレードである。
2011年10月3日
『2011年度 グッドデザイン賞』を受賞。
2011年11月
仕様変更。「D」・「L」を除く全グレードでオーディオレスのオプション設定を追加。なお引き続き「D」では標準装備（加えてスピーカーも非装備）、「L」では設定なし。
2012年5月10日
一部改良。「G」・「Gf」に後席ヘッドレストを標準装備（その他全グレードにもディーラーオプションにて設定可能化）。他にヘッドランプのデザインを変更し、リアコンビランプのストップランプの彩度をアップした。併せて、車両本体価格を「X」と同価格に設定した4WD車の新廉価グレード「Lf」を追加。装備内容は「L」に準じているが、リバース連動ドアワイパー、リアヒーターダクト、寒冷地仕様が標準装備される代わりに、ドアアウターハンドル、バックドアハンドル、ドアミラー、オーディオは「D」と同じ仕様（ドアアウターハンドル・バックドアハンドルはブラック、ドアミラーは鏡面可動式（材着黒色）、オーディオレス仕様及びフロントスピーカー非装備）にグレードダウンされている。なお同日より、トヨタ自動車へピクシス エポックとしてOEM供給を開始した。
2012年10月1日
発売1周年を記念した特別仕様車「memorial edition」（メモリアルエディション、以下「メモリアル」）を発売。「L」・「Lf」・「X」・「Xf」の4グレードを用意しており、「L」・「Lf」にはベースグレードではディーラーオプションとなっているキーレスエントリー、「X」・「Xf」に標準装備されているメッキオーナメント付ウレタンステアリングホイールとセキュリティアラームを特別装備。「X」・「Xf」にはベースグレードではディーラーオプションとなっているリアヘッドレストと「G」・「Gf」に標準装備されているメッキグリルを特別装備するとともに、「X」は「G」に標準装備されている14インチアルミホイールを、「Xf」は「Gf」や「X」に標準装備されているスモークドガラス（リアドア・リアクォーター・バックドアウィンドゥ）をそれぞれ特別装備した。ボディカラーは専用色2色を含む9色を設定した。
2012年12月21日
富士重工業（現・SUBARU）へプレオ+（プラス）（ミラOEMのプレオの派生車種）としてOEM供給を開始。これにより3姉妹車種となる。ちなみに、プレオ+のカタロググレードの一部は前述のメモリアルがベースとなっている。
2013年8月19日
マイナーチェンジ（エポック、プレオ+も同日にマイナーチェンジ）。「e:Sテクノロジー」が進化し、パワートレーンはEGRクーラーの採用により再循環させる排出ガスの温度を低減したことで異常燃焼を抑制し、点火タイミングの最適化によりガソリンの噴出量を少なくすることで低燃費に貢献し、同時にクリーンな排出ガスを維持する「クールドi-EGR」を採用するとともに、チェーンの低フリクション化やCVT制御の見直しによる更なるハイギヤ化により低燃費と走りを両立。車両はフロントバンパーに前方からくる風を素早くスムーズに後方へ流す「エアロコーナー」と称するデザインやタイヤディフレクタを採用。さらに、2WD車は空力性能改善の為フロアアンダーカバーやローダウンサスペンションを採用、4WD車はリアデファレンシャルギアを改良した。エコマネジメントは「eco IDLE」の停車前アイドリングストップのタイミングを約11km/h以下に早め、エコ発電制御はオルタネーターを発電効率が高い高性能型に変更したことで燃費効率を高め、JC08モード燃費で2WD車は33.4km/L、4WD車は30.4km/Lにそれぞれ向上した。
安全性能も強化され、60km/h以上で走行中に強くブレーキを踏み込んだ場合にブレーキランプの点灯と同時にハザードランプを自動点滅することで後続車に注意を促すエマージェンシーストップシグナルを全車に採用するとともに、5代目・後期型ムーヴに採用した低速域衝突回避支援ブレーキ機能、誤発進抑制制御機能、先行車発進お知らせ機能、VSC&TRCの4つの機能で構成される衝突回避支援システム、「スマートアシスト」（以下「スマアシ」）を一部のグレードに採用した。
その他、静粛性と乗り心地を高めた「ファン&リラックスドライブコンセプト」の採用、インパネセンター部（G/Gf"SA"のみ）およびフロントグリルのデザイン変更、リアコンビランプのクリアクリスタル化を行い、シート表皮はグレーに変更。メモリアルが好評だったため、L系グレードとX系グレードはメモリアルの特別装備品を全て標準装備化し、専用色だった「アーバンナイトブルークリスタルメタリック（オプションカラー）」と「ライトローズマイカメタリック」は「D」を除く全グレードで設定できるカタログカラーとなった。
ボディカラーは「D」を除く全グレードで変更を行い、「シェルローズ」を廃止する代わりに、「シャイニングレッド」を追加し、メモリアル専用色のカタロググレード化により10色展開となった。
グレード体系を一部変更し、最上位グレードの「G」・「Gf」はスマアシの採用に加え、キーフリーシステムの標準装備化、キーフリー電池残量警告灯の追加、グレードアップシート生地の採用なども行い、「G"SA"」・「Gf"SA"」に改名するとともに、スマアシを標準装備した「L"SA"」・「Lf"SA"」・「X"SA"」・「Xf"SA"」を追加した。最廉価グレードの「D」は装備の追加を行いながらも、さらなる低コスト化により、車両本体価格が5万円値下げし、74.5万円（通常はオプション設定の寒冷地仕様を標準装備する北海道地区は76万750円）となった。
2014年5月8日
特別仕様車「スマートセレクションSA」を発売。
「L」・「Lf」・「X」・「Xf」・「G"SA"」・「Gf"SA"」の6グレードをベースに、スマアシ（「G"スマートセレクションSA"」・「Gf"スマートセレクションSA"」はベース車に標準装備）、スーパーUV&IRカットガラス（フロントドア）、スーパーエアクリーンフィルターを標準装備しながら購入しやすい価格設定にした。
2014年7月9日
一部改良（エポック、プレオ+も同日に一部改良）。
「e:Sテクノロジー」を進化し、パワートレーンは高圧縮比化（11.3→12.2）、吸気ポートの改良、高着火スパークプラグを採用したことで熱効率を高め、高圧縮比化に伴うノッキング回避のためにアトキンソンサイクル化して、デュアルインジェクタを採用したことでポンピングロスの低減と燃焼安定化を同時に実現。車両ではタイヤディフレクタをリアタイヤ前にも採用したことで走行時の空気抵抗を更に低減。「エコ発電制御」は発電制御を見直したことで減速時の発電量をより高め、加速や走行時の発電を抑制することでエンジン負荷を低減し、低燃費化に貢献。これらにより、JC08モード燃費で2WD車は35.2km/L、4WD車は32.2km/Lにそれぞれ向上した。ただし、高圧縮化とアトキンソンサイクルの導入で、最高出力と最大トルクの数値がやや低下している（52PS/6.1kg・m → 49PS/5.8kg・m）。
さらに、X系グレードと「G"SA"」・「Gf"SA"」にはブラックシート表皮を採用した「ブラックインテリアパック」をメーカーオプションに設定した。本オプションを適用した場合、グレードにより、16cm 4ドアスピーカー（「G"SA"」のみ）、助手席用シートアンダートレイ（「G"SA"」・「Gf"SA"」）、革巻ステアリングホイール（メッキオーナメント付、X系グレード・「Gf"SA"」）、プレミアムシャインブラックのオーディオパネル（X系グレード）がそれぞれ追加装備される。
2015年4月8日
一部改良及び特別仕様車「X"Limited SA"」・「Xf"Limited SA"」を発売。
最上位グレードの「G"SA"」・「Gf"SA"」にフィルムを用いた独自のラッピング工法である「Dラッピング（カーボン調成形PVC貼付、ブラック）」をルーフに採用するとともに、ブラック塗装のドアミラー、Bピラーブラックアウト、メッキアウタードアハンドルを採用したメーカーオプション「2トーンパック」を新たに設定（シャイニングレッドとパールホワイトIII設定時に設定可能。「G"SA"」・「Gf"SA"」ではフェスタイエローは2トーンパック選択時のみ選択可）。併せて、坂道での再発進をサポートするヒルホールドシステムを全車に標準装備し、アイドリングストップシステムは再始動の条件を変更し、ブレーキペダルを離すだけでなく、ステアリングを切ることでエンジンの再始動ができるようになった。
特別仕様車「X"Limited SA"」・「Xf"Limited SA"」は「X」・「Xf」をベースに、スマアシの標準装備に加え、外観はダークメッキグリルと専用14インチアルミホイールを装備。内装ではブラックシート表皮とプレミアムシャインブラックのオーディオパネルを採用した。ボディカラーには本仕様車専用色の「フェスタイエロー」を設定し、「フェスタイエロー」とカタログカラー2色の計3色は、上述の「2トーンパック」のオプション設定も可能である。
なお、バックドアに張り付けられていた「eco IDLE」エンブレムが廃止された。
2015年10月26日
ミラの誕生35周年を記念した特別仕様車「35th Anniversary ゴールドエディション SA」を発売。
「X"SA"」・「Xf"SA"」・「G"SA」・「Gf"SA"」をベースに、外観はフロントグリルをゴールド&ダークメッキ仕様に、ドアアウターハンドルをゴールド仕様にそれぞれ変更し、専用デザインの14インチアルミホイールと専用Anniversary エンブレム（フロントフェンダー・バックドア）を装備。内装はメーカーオプション「ブラックインテリアパック」の一部を標準化し、オーディオパネルをプレミアムシャインブラックに（「X」・「Xf」のみ、「G」・「Gf」はベース車に標準装備）、シート表皮をブラックにそれぞれ変更したほか、ベース車に標準装備されているインテグレートCD・AM/FM付ステレオのフェイスプレートをゴールドに変更した。
2016年7月
特別仕様車「35th Anniversary ゴールドエディション SA」、またボディーカラーでの「アーバンナイトブルークリスタルメタリック」及び「フェスタイエロー」をそれぞれ廃止。
2017年4月1日
仕様変更。燃費基準の区分変更に対応し、2WD車は「平成32年度燃費基準+40%」、4WD車は「平成32年度燃費基準+30%」をそれぞれ達成した。
2017年5月8日
2代目モデル発売に伴い、販売終了。
（参考）2019年7月29日
後付け安全装置「つくつく防止」に初代ミラ イース用が追加設定された（同日に5代目ムーヴ用も設定）。
ソナーセンサー、コントローラー、インジケーターなどで構成されており、ペダルを踏み間違えた際などに起こる急発進を抑制する。なお、マイナーチェンジで「スマアシ」が採用される前の2013年8月までに生産された車両が対象となる。
- D（前期型）
2011年9月 - 2012年5月
- Gf（前期型） [補足 11]
2011年9月 - 2012年5月
- Lf（中期型）
2012年5月 - 2013年8月
- Xf "リミテッドSA"
(後期型)

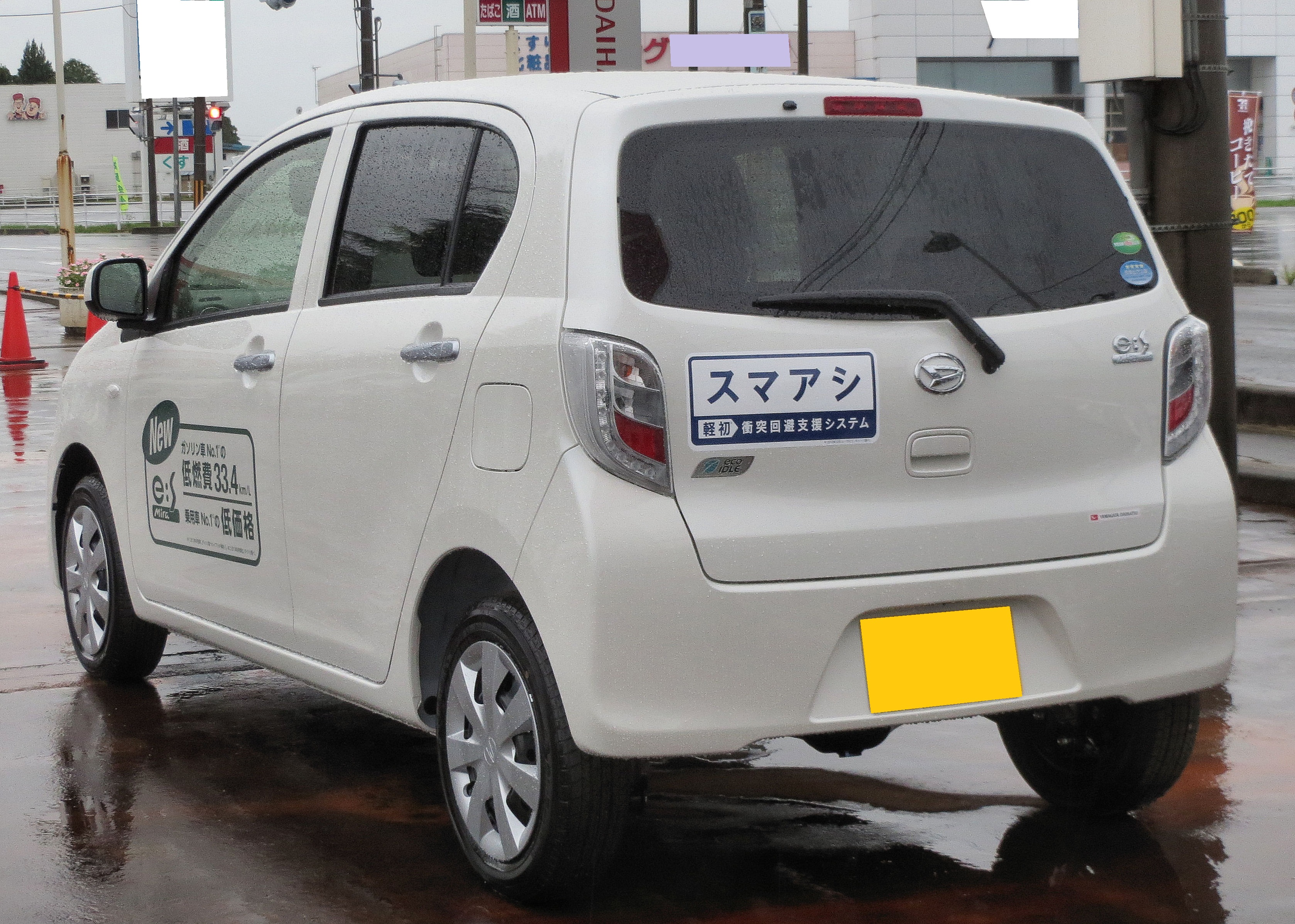
Xf "SA"(後期型) （eco IDLEエンブレム廃止前） 2013年8月 - 2015年4月
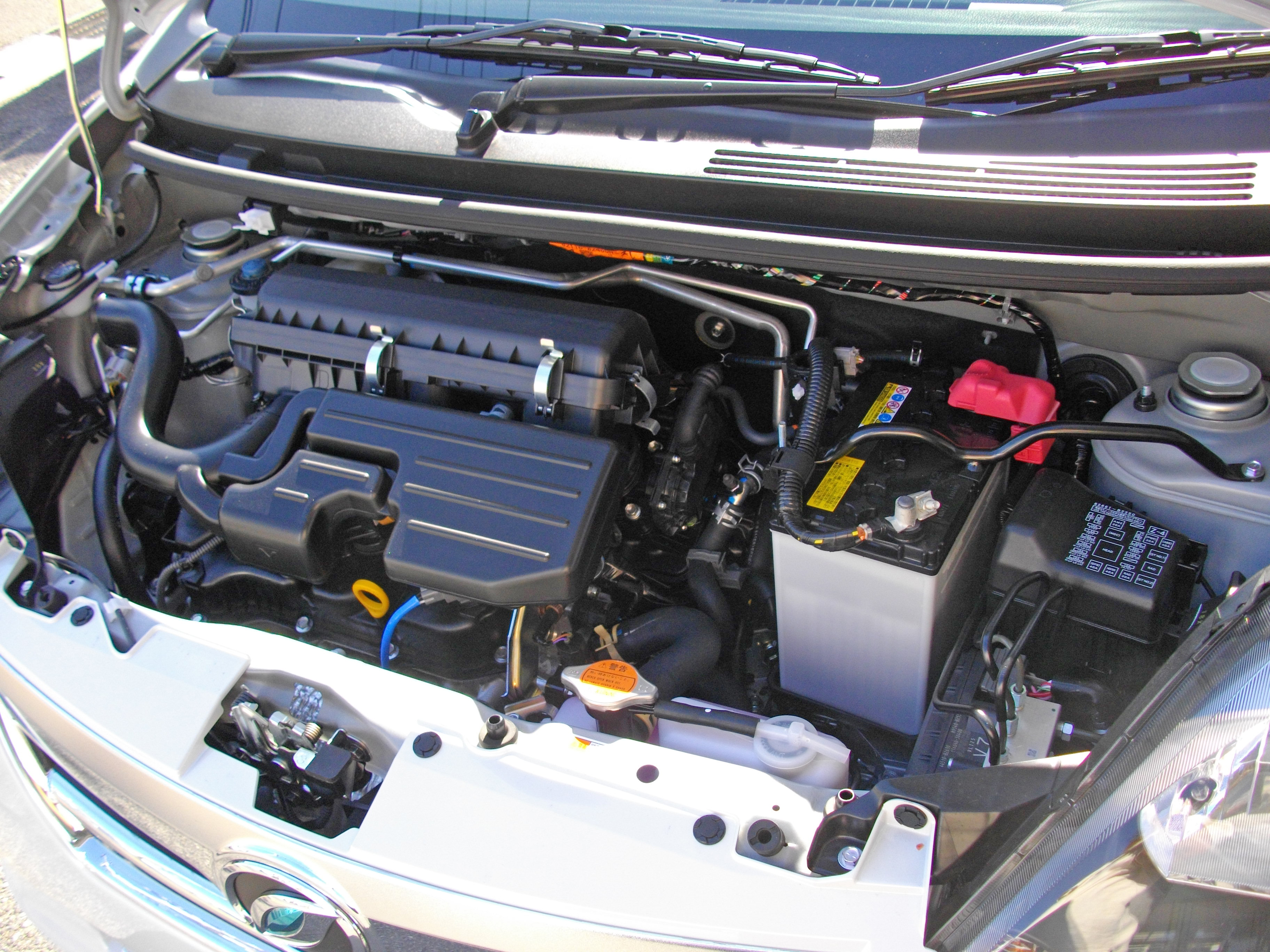
エンジン

## 2代目（通算9代目） LA350S/360S（2017年 - ）

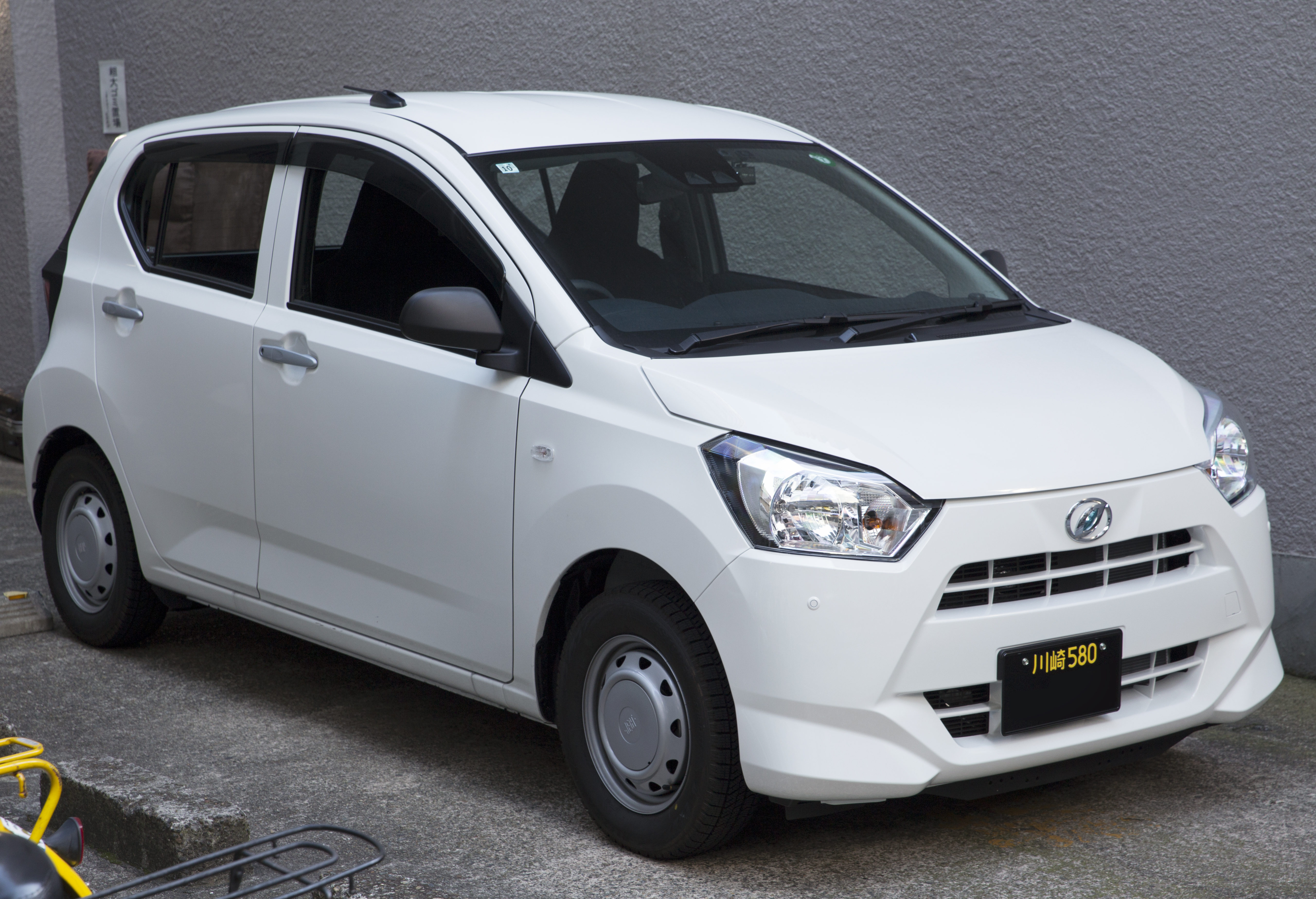
B（前期型） 2017年5月 -

6代目ムーヴから採用されている軽量高剛性ボディ構造「Dモノコック」（新Aプラットフォーム）を採用し、サイドアウターパネルを全面ハイテン化したほか、補強材の配置最適化や小型化、部品同士の結合化や一体化を図ったほか、他のダイハツ車同様、サイドフェンダーやバックドア、燃料タンク（燃料タンクは2WD車のみ）などに樹脂パーツを採用。足回りを最適化したほか、最下級グレードの「B」系、および下級グレードの「L」系の各グレードには販売コスト削減のため、軽量タイプの13インチタイヤ（155/70R13 75S）&スチールホイールを採用。これらにより、初代モデル比最大で80kg軽量化した。併せて、デザインの変更やボディ各部に整流アイテムを設置したことで空気抵抗を低減し、空力性能を向上し、Cd値は0.32を達成（ちなみに初代モデルのCd値は0.33）。
パワートレインは先代に準じているが、エンジンはオルタネーターへ回転を伝えるベルトを低フリクション化するなどメカニカルロスを低減し、燃料噴射装置はデュアルインジェクターを踏襲しつつ低コスト化され、CVTはケースの薄肉化を図ったことで軽量化。また、アクセル操作に対するスロットル開度と変速線図を見直し、キックダウン時の変速制御を最適化。アクセル開度に対する加速性能を高め、発進時や追越時の加速度を向上した。中堅グレードの「X」系、および最上級グレードの「G」系の各グレードのショックアブソーバーには、軽自動車では初となる超飽和バルブと専用ベースバルブの組み合わせが採用され、シリンダー径もサイズアップされた。
初代・後期型モデルで既に採用されていた「スマアシ」は3代目タントの2016年11月改良モデルで初採用したステレオカメラ方式（フロントガラス上部中央に2つのカメラを設置）の「スマアシIII」となり、衝突警報機能・車線逸脱警報機能・オートハイビームの追加や衝突回避支援ブレーキ機能が対歩行者にも対応したほか、「スマアシIII」搭載グレードについては、障害物に接近すると距離に応じてメーター内表示とブザー音で知らせるコーナーセンサー（フロント2個・リア2個）を軽自動車で初めて標準装備した。
外観はフロントフェイスはノーズを長く見せ、バンパーはエアロスカート風の立体的な造形とし、サイドは水平基調のベルトラインを配して立体的なドア断面を前後に通し、リアはバックドアガラス両サイドに黒のガーニッシュを施した。ヘッドランプは目力がある形状に変更して一部グレードはLED化した。一方、初代モデルにはあったドアミラーウィンカーとメッキグリルは廃止され、全グレード共通となった。なお、キーシリンダーはドアノブ内に装着されており、ダイハツ車の軽自動車としては初である。ボディカラーは「ライトローズマイカメタリック」、「コットンアイボリー」、「シャイニングレッド」を廃止し、「ホワイト」は色番号がW09からW19に差し替えられ、3代目ブーン設定色の「レモンスカッシュクリスタルメタリック（「X"SA III"」・「G"SA III"」専用色）」と「マゼンタベリーマイカメタリック」、キャストアクティバ設定色の「スプラッシュブルーメタリック（「X"SA III"」・「G"SA III"」専用色）」の3色追加し、初代モデルに設定されていた「スカイブルー」に代わり、新規採用色として「スカイブルーメタリック」を設定した。なお、既存色4色はすべて発売当初から設定されているボディーカラーで、先代では全グレードで選択可能だった「ホワイト」は「B」系及び「L」系専用色となった。
内装は黒とライトグレーを基調としたものとなり、アクセルペダルは従来から少し遠い位置に、ステアリングは身体により近い位置に調整され、ステアリング自体もグリップ径を太くし、ホイールの握り部分に革シボを使用した新型に変更。シートは骨格構造を新設計し、レール配置を最適化。その際、フロントシートは前身車種であるエッセ同様にヘッドレスト一体型（ハイバックシート）となった。また、プレミアムシャインブラックのオーディオパネルが廃止されたことで全グレード共通となった。
装備面では、自発光式デジタルメーターを白色LEDに変更し、エコドライブアシスト照明の発光エリアを拡大。一部グレードにはメンテナンス情報や燃費スコアなどを表示するTFTマルチインフォメーションディスプレイを追加。バックドアには、軽自動車で初めての電気スイッチ式バックドアオープナーを採用し、ドアの断面部にハンドルを設けた。一方、初代モデルでは「D」を除く全車に標準装備されていたインテグレートCD・AM/FMラジオ・AUX端子はメーカーオプション設定となり、全車オーディオレス仕様となった。
グレード体系は、初代では独立したグレード名を設けていた4WD車は2WD車と同じグレード名に統一され、「L」・「L"SA"」・「X"SA"」・「G"SA"」は初代から踏襲され、初代後期型から「スマアシ」付グレードのみに集約していた「G」系に加えて、「X」系も「スマアシ」付グレードのみに集約された。また、従来設定されていた廉価グレード「D」を廃止する替わりに、ビジネス向けグレードとなる「B」を追加。新設の「B」は「L」からバックドア車名メッキエンブレム、リアドアパワーウインドゥ、フルホイールキャップを省く一方、専用装備として、後席を倒した際に発生する段差をなくしてフラット化し、床面の剛性を高めた荷室にするとともに、表皮をビニールとしたビジネスデッキボードを標準装備。ボディカラーは「スカイブルーメタリック」、「ブライトシルバーメタリック」、「ホワイト」の3色のみの設定となる。また、「スマアシIII」やコーナーセンサーを標準装備した「B"SA III"」も設定されており、本グレードでは電動格納式ドアミラー（ブラックマイカメタリック塗装、4WD車はヒーテッド機能付）、スモークドガラス（UVカット機能付）、LEDヘッドランプ、ブルーイルミネーションメーター（メッキベゼル付）&TFTマルチインフォメーションディスプレイ、車速感応式フロントワイパーをひとまとめにしたセットオプション「ビジネスユースフルパック」も用意されている。また、「L」・「L"SA III"」はタイヤサイズを14インチから13インチにサイズダウンし、ドアミラーをカラードから材着黒色に変更、ステアリングホイールはメッキオーナメントが省かれた。「X"SAIII"」はメッキグリルが省かれ、「G"SA III"」系はメッキグリルに加えて、ドアミラーウィンカーも省かれた。車両本体価格は初代の発売時よりは価格帯が上がったものの、消費税込で84.24万円（「B」2WD車）から133.92万円（「G"SA III"」4WD車）となり、低価格性は維持された。「X"SA III"」と「G"SA III"」の2WD車はJC08モード燃費が35.2km/Lから34.2km/Lとなったため、「平成32年度燃費基準+30%」達成に格下げされた。
2017年5月9日
フルモデルチェンジを公式発表。キャッチフレーズは「新・みんなのエコカー」で、CMキャラクターには西島秀俊、高橋一生を起用。
なお、OEM車種では、SUBARUのプレオ+はミライースと同日に、トヨタ自動車のエポックはミライース・プレオ+から遅れて3日後の5月12日にそれぞれモデルチェンジされた。
2017年6月9日
前日の同年6月8日までの1ヶ月間の累計受注台数が、月間目標台数（9,000台）の2倍を上回る約20,000台となったことが発表された。
（補足）2018年3月30日
無印ミラの販売終了に伴い、ダイハツから軽ボンネットバンのラインアップが消滅したことにより、ミライースの「B」系グレードが事実上の後継車種となる。公式サイトの商用車ページにも掲載されている。
同時にココアの販売も終了したため、6月25日にミラトコットが発売されるまでミラシリーズが一旦消滅した。
2018年8月20日
特別仕様車「X"リミテッド SA III"」、「G"リミテッド SA III"」が発売された。
「X"SA III"」・「G"SA III"」をベースに、純正ナビ装着用アップグレードパックが特別装備され、2WD車には寒冷地仕様も特別装備された。
併せて、カタロググレードを仕様変更。排出ガスと燃料消費率がWLTCモード走行に対応し、「平成30年排出ガス基準50%低減レベル」認定が取得された。
2019年12月
ボディカラーの設定が変更され、「B」系グレードを除く全てのグレードに設定されていた「マゼンタベリーマイカメタリック」を廃止する替わりに「ファイヤークォーツレッドメタリック」を新たに設定した。
なお、同時に「B」系及び「L」系用のディーラーオプション装備として電動格納式ドアミラー（2WD車）及び電動格納式ヒ―テッドドアミラー（4WD車・共にブラックマイカメタリック塗装）が追加された。
2020年9月
ボディカラーの設定が変更され、「B」系グレードを除く全てのグレードに設定されていた「パールホワイトIII（メーカーオプション）」を「シャイニングホワイトパール（メーカーオプション）」へ差し替えた。
2020年12月1日
一部改良。
オートライト機能が全車に標準装備された。
2021年10月25日
特別仕様車「L"SA III 10thアニバーサリーエディション"」が発売された。
初代モデルの発売から10周年を記念した仕様で、「L"SA III"」をベースに、リーフ型の10周年記念エンブレムをバックドアに装着し、ベースグレードではメーカーオプション設定となる純正ナビ装着用アップグレードパック（バックカメラ、16cmリアスピーカー、GPSアンテナ）を特別装備。2WD車は同じくメーカーオプション設定（4WD車はベース車に標準装備）されているリバース連動リアワイパーと寒冷地仕様も特別装備しつつ、2WD車はベース車比16,500円（消費税込）高、4WD車はベース車比8,800円（消費税込）高にそれぞれ抑えた。
2022年7月25日
一部改良。車外騒音規制などの法規対応を行うのみで、性能・装備・グレード体系に関しては変更なし。
2023年12月8日（補足）
2代目ミライースの派生車種だったミラトコットが販売不振を理由に生産・販売を終了。これによりミラシリーズは再びミライースに1本化されることとなった。
2023年12月20日（補足）
同社の不正問題の調査で対象がこれまで判明していた6車種から当車種を含めたほぼ全ての車種に拡大することが明らかとなり、国内外の全ての車種の出荷を停止する方向で調整することとなった。
2024年2月9日
認証取得不正事件に絡み再発防止に関する報告書を提出。同時並行で進めてきた生産再開に向けての国土交通省の立会審査について、2024年1月30日に道路運送車両法への基準適合が確認されたことから2024年2月19日より出荷停止中の完成車の出荷を再開、2月26日より順次生産再開とすることを決定した。
2024年9月2日
一部改良を発表（10月1日発売）。
既存のコーナーセンサーを車両後方にも追加。グレード体系の変更に伴って「B」と「L」が廃止されたことで「スマアシIII」は全車標準装備となった。また、原材料価格やエネルギー・物流などの関連費用の高騰を踏まえて価格改定も実施され、グレードや駆動方式により60,500円～88,000円（10%の消費税込）値上げされ、価格帯が99.2万円（「B"SA III"」2WD車）から144.65万円（「G"SA III"」4WD車）に変更された。
- B（前期型）
2017年5月 -

## コンセプトカー
| ダイハツ・イース |  | ダイハツ・イース |
| ダイハツ・イース |  |                  |

イース（e:S）は、2009年に開催された第41回東京モーターショーに出展されたコンセプトカー。2011年から発売された『ミライース』の元になった。
2009年10月7日に、ダイハツより出展することを発表。モーターショーのメインとされた。
車体の軽量化による燃費改善をめざし、10・15モード燃費で1リッターあたり30kmの燃費と、低CO2排出量を実現した。エンジンも、これまでのKF型を元に、触媒早期活性化装置の搭載などで従来技術に基づいた設計をしている。
市販モデルと異なり、車体はAプラットフォームをベースに小型化され車長は300mm程度短縮、ホイールベースも2,175mmに短縮、ガラス製のバックドアを備えた2ボックス型のマイクロクーペとされた。
市販版と同様に「軽量化・低燃費・低価格」をコンセプトとし、反応次第では市販版を2年から3年以内に販売するとした。また、この時は軽自動車では重量増になるハイブリッド技術などを搭載しない方針であった。

### GR SPORTコンセプト
2025年1月の東京オートサロンおよび大阪オートメッセ2025では、2024年のラリー三河湾から投入されたミラ イース モータースポーツ参戦車をベースとして市販車レベルに落とし込んだコンセプトカー「ミラ イース GR SPORTコンセプト」が展示された。エンジンのターボ化、5速マニュアルミッションの他、専用のエアロパーツやBBS製鍛造アルミホイール、MOMO製ステリアリング、レカロ製バケットシートを採用している。

## 車名の由来
- Mira：「羨望」を意味するイタリア語。（無印ミラと同じ）
- e:S ：ダイハツが開発した新技術である「Energy Saving Technology」から[34]。また、「eco（「ecology」「economy」双方の意味）&smart」という意味も込められている[4]。

### 補足
1. ↑  「e:Sテクノロジー」の一部（パワートレーン、改良型「eco IDLE」等）はダイハツが発売する他の車種にも転用され、2011年11月7日にはムーヴのNA車に、同年11月29日にはタント及びエグゼのNA車に、2012年4月9日にはココアとコンテに、同年5月21日にはムーヴ・タント・エグゼのターボ車にそれぞれ採用された。
2. ↑  北海道地区のみ81.075万円（寒冷地仕様のため）
3. ↑  先代モデルのエッセにおいて、Dグレードよりも低価格のグレードがあった（ECO・FF/5MT 68.2万円）。
4. ↑  ミライースの影響で、2013年2月の一部改良で乗用モデルはMTのみとなったため、MT需要は2018年3月30日の終売まで無印ミラで吸収するかたちとなっていた。
5. ↑  のちに深田恭子に変更。
6. ↑  DとLはオレンジに近いアンバーという色で表示されるようになり、左側にあるエコドライブアシストディスプレイが省略されている。
7. ↑  アーバンナイトブルークリスタルメタリック（オプションカラー）とライトローズマイカメタリックを特別設定し、シェルローズを設定色から外しているため9色となる。
8. ↑  警告文はスバルのEyeSightと同じ「スマートアシストに頼った運転は、絶対に行わないでください。」。
9. ↑  消費税増税に伴い、2014年4月以降は76万6286円（北海道地区は78万2486円）となっている。
10. ↑  2006年のミラカスタムで初採用されたタイプ。2011年のムーヴコンテのマイナーチェンジ時以来の復活。
11. ↑  2WDのGと異なり、アルミホイールが装着されていない。
12. ↑  タンク容量が従来の30Lから28Lに減量されている。
13. ↑  軽自動車ではスズキ車に多く採用されているものの、2017年以降に新規発売、およびフルモデルチェンジを実施した（一例・6代目ワゴンR、2代目スペーシア、2代目ハスラー等）同社の軽自動車の場合においてはコスト削減のため、順次ドアノブの下に装着されるようになった。
14. ↑  トールにも設定されている。
15. ↑  「パールホワイトIII」、「ブライトシルバーメタリック」、「ブラックマイカ」、「プラムブラウンクリスタルマイカ」の4色。
16. ↑  競合車種である8代目以降のアルトも同様。エッセの実質的な後継車種のためミライースの場合は先祖返りと言える。
17. ↑  ただし、「L"SA"」、「X"SA"」、「G"SA"」は「スマアシIII」になったことで、「L"SA III"」、「X"SA III"」、「G"SA III"」にそれぞれ改名。
18. ↑  代わりに、車名ロゴのデカールが装着される。
19. ↑  固定式（いわゆるはめ殺し式）のため、開閉不可。
20. ↑  そのほかのグレードでもディーラーオプションで装備可能。
21. ↑  初代モデルの4WD仕様にあった「Lf」は材着黒色だった。
22. ↑  それに伴い、ミライースからはドアミラーウィンカーが廃止された。
23. ↑  2018年11月まで起用。2018年12月よりCMキャラクターが宇梶剛士に変更され（それ以前は6代目スズキ・エブリイのCMに出演）、更に2020年9月よりCMキャラクターが江口のりこに変更された（なお、江口のりこは2021年6月まで起用）。
24. ↑  ダイハツはかつて販売していた10代目ハイゼットカーゴのハイブリッドモデルの商業的失敗（価格が標準車の2倍な割に燃費も良くないため）を受け、「HVは軽には不適」としていた[30]。また、ミライースの広報においても「HV/EVは万人の手に届くモノではない」「エコカーはみんなが買えなければ意味がない」などと言った旨の文が掲載されており、HVに対する比較広告的、あるいはアンチテーゼ的な側面が見て取れていた。しかし、2021年にこれまでの方針を転換する形でハイブリッド車の自社開発を再開し、同年11月にコンパクトSUVのロッキーに追加設定する形でハイブリッド車が発売された。一方、スズキはダイハツ同様にハイブリッドモデルの商業的失敗はあったものの、2014年8月に「S-エネチャージ」の名称で独自のマイルドハイブリッドシステムが確立され、2017年2月からは正式にマイルドハイブリッドシステムを名乗るようになった。軽自動車だけでなく小型乗用車（日産自動車からOEM供給を受けていたミニバンのランディを含む）にも幅広く設定され、2021年12月にはミライースのライバルであるアルトも9代目へのフルモデルチェンジを機にマイルドハイブリッド車が追加設定されたことで、ダイハツはマイルドハイブリッドがメインであるものの車種を増やし続けるスズキに対してハイブリッドカーのラインナップで出遅れる結果となっている。